# Statul Lacuri
Statul (vilaietul) Lacuri  este una dintre cele 10 unități administrativ-teritoriale de gradul I ale Sudanului de Sud. Reședința sa este orașul Rumbek.